# Villefranche-de-Conflent
Villefranche-de-Conflent là một xã trong vùng Occitanie, thuộc tỉnh Pyrénées-Orientales, quận Prades, tổng Prades. Tọa độ địa lý của xã là 42° 35' vĩ độ bắc, 02° 22' kinh độ đông. Villefranche-de-Conflent nằm trên độ cao trung bình là 432 mét trên mực nước biển, có điểm thấp nhất là 390 mét và điểm cao nhất là 1.395 mét. Xã có diện tích 4,46 km², dân số vào thời điểm 1999 là 225 người; mật độ dân số là 50 người/km². Xã nằm khoảng 50 Kilometer về phía tây của Perpignan và khoảng 5 km về phía tây của Prades. Villefranche-de-Conflent là một trong những làng đẹp nhất Pháp.

## Thông tin nhân khẩu
| 1962 | 1968 | 1975 | 1982 | 1990 | 1999 |
| ---- | ---- | ---- | ---- | ---- | ---- |
| 434  | 507  | 435  | 294  | 261  | 225  |

## Địa điểm tham quan
- Tường thành thời Trung cổ vẫn còn nguyên vẹn.
- Pháo đài Libéria